# Hermenegildo Capelo

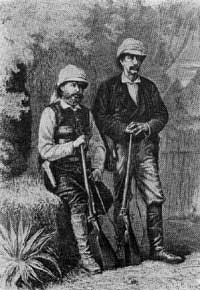
Roberto Ivens (debout) avec Hermenegildo Capelo.

Hermenegildo Carlos de Brito Capelo (Palmela, 4 février 1841 — Lisbonne, 4 mai 1917), est un officier de la Marine Portugaise et explorateur du continent africain à la fin du XIXe siècle. Il a participé à la traversée de l'Afrique depuis l'Angola pour rejoindre l'océan Indien en compagnie de Roberto Ivens.

## Biographie

### Début de carrière
Hermenegildo Carlos de Brito Capelo est né dans le château de Palmela où son père, le major Félix António Gomes Capelo, était gouverneur; il occupe le poste de vice-amiral à sa mort. Hermenegildo était le plus jeune de six frères, parmi lesquels trois autres se sont illustrés – Félix António de Brito Capelo, biologiste (1828- 1879), João Carlos de Brito Capelo, vice-amiral de la Marine et ingénieur hydrographe (1831-1891), Guilherme Augusto de Brito Capelo, vice-amiral de la Marine et scientifique (5 août 1839 - 21 mars 1926).
Il entre dans la Marine en 1855 avant de terminer ses études quatre ans plus tard. En 1860, il embarque pour l'Angola comme garde-marine à bord de la corvette D. Estefânia, commandée par le prince Louis, futur roi du Portugal. Il séjourne trois ans sur la base navale d'Afrique occidentale. En 1863, il rentre à Lisbonne avant d'être promu sous-lieutenant l'année suivante. La même année, il retourne en Afrique, rentre en 1866 mais y retourne aussitôt pour y rester jusqu'en 1869, époque où il part pour le Mozambique; il rentre à Lisbonne en 1870 mais repart pour le Cap-Vert. En 1871, il intègre une expédition envoyée en Guinée, puis part pour la Chine pour rentrer à Lisbonne en 1876.

### Les voyages d'exploration
En 1875, Luciano Cordeiro fonde la Société de Géographie de Lisbonne, qui réunit en son sein une élite intellectuelle, issue du monde civil et militaire. Bien que son action ne soit pas dirigée exclusivement vers le continent africain, elle crée dans ses premières années, la Commission Nationale Portugaise d'Exploration et Civilisation de l'Afrique, plus connue comme Commission d'Afrique qui se charge d'alerter l'opinion publique sur la question de l'outre-mer et prépare les premières grandes expéditions d'exploration scientifico-géographique, financée par une souscription nationale, ce qui contribuera à définir une politique coloniale portugaise en Afrique. Ces expéditions sont destinées à faire la reconnaissance du Kwango et de ses relations avec le fleuve Zaïre, mais aussi de comparer le bassin hydrographique de ce fleuve à celui du Zambèze, complétant ainsi la carte de l'Afrique centro-australe, la fameuse carte rose (projet portugais de relier les territoires entre l'Angola et le Mozambique en une seule entité sous leur autorité). Malgré son rôle fondamental dans la défense de la présence portugaise en Afrique, face au mouvement expansionniste européen, la Société de Géographie de Lisbonne surgit tardivement par rapport aux sociétés analogues des autres pays d'Europe. Ces expéditions s'intègrent dans un contexte politique marqué par une forte impulsion expansionniste européen en territoire africain et elles anticipent la fameuse Conférence de Berlin, réalisée en 1885. Les explorateurs de toutes les grandes puissances européennes sont alors en rivalité dans cette véritable course à la prospection de territoires, obligeant le Portugal à revoir urgemment sa politique coloniale et à rendre effective sa présence dans ces régions. Très vite, les ambitions portugaises d'occupation des territoires entre l'Angola et le Mozambique se heurtent aux prétentions anglaises qu'ils font connaître au Portugal à travers un ultimatum (1890) dans lequel ils revendiquent cette zone.

### Le premier voyage - De Benguela aux terres de Iaca
Lors de son séjour en Angola, Brito Capelo avait réalisé la reconnaissance scientifique de cette zone, raison pour laquelle il fut choisi, par un décret du 11 mai 1877, pour diriger une expédition scientifique en Afrique centrale à laquelle participe également l'officier de marine Roberto Ivens et le major de l'armée de terre Serpa Pinto. Sous le parrainage de la Société de Géographie, cette expédition a pour objectif « …l'étude du fleuve Kwango et ses relations avec le fleuve Zaïre et les territoires portugais de la côte occidentale, de même que toute la région qui comprend au sud et au sud-est les sources des fleuves Zambeze et Cunene et se prolonge au nord, jusqu'à pénétrer les bassins hydrographiques du Cuanza et du Kwango… ».
Le 7 juillet 1877, Brito Capelo, Roberto Ivens et Serpa Pinto entament leur expédition. Une fois effectué le trajet Benguela-Bié, des divergences entre Serpa Pinto et Brito Capelo amènent l'expédition à se diviser, Serpa Pinto prenant l'initiative de tenter la traversée jusqu'au Mozambique. Il ne réussit pas mais parvient à Pretoria, puis à Durban. Brito Capelo et Roberto Ivens restent fidèles au projet initial, se concentrant sur la mission pour laquelle ils avaient été nommés, la relation entre les Bassins hydrographiques du Zaïre et du Zambeze. Ils parcourent les régions de Benguela jusqu'à la région de Iaca, après avoir délimité le cours des fleuves Cubango, Luando et Tohicapa. Le 1er mars 1880, Lisbonne accueille triomphalement Brito Capelo et Roberto Ivens, le succès de l'expédition ayant été retracé pour la postérité dans le livre De Benguela aux Terres de Iaca.

### Le second voyage - D'Angola à la côte Est
Après avoir réalisé le long parcours entre le Bié et le Zambeze, atteint les Chutes Victoria, Capelo et Ivens sont encouragés à poursuivre leurs expéditions.
La nécessité de créer un atlas général des colonies portugaises amène Manuel Joaquim Pinheiro Chagas, Ministre de la Marine et de l'Outremer de l'époque, à créer par décret du 19 avril 1883 la Commission de Cartographie, dont les deux explorateurs sont faits membres. Par ailleurs, envisageant la création d'une route commerciale qui relierait l'Angola et le Mozambique, il les nomme, le 5 novembre de la même année, pour procéder aux travaux de reconnaissance et d'exploration nécessaires. Le choix des deux officiers de Marine pour réaliser cette mission importante tient au fait que ces territoires soient inconnus, non cartographiés et nécessitent d'avancer, en ayant recours aux principes de la navigation maritime si familiers des deux explorateurs.
Entre 1884 et 1885, Capelo et Ivens réalisent une nouvelle exploration en Afrique, d'abord entre la côte et le plateau de Huila et ensuite à travers l'intérieur jusqu'à Quelimane, au Mozambique. Ils poursuivent alors leurs études hydrographiques, effectuant des registres de nature géographique, mais aussi ethnographique et linguistique. Ils établissent ainsi la liaison par voie de terre tant convoitée entre les côtes d'Angola et du Mozambique, explorant les vastes régions de l'intérieur situées entre ces deux territoires, ils les décrivent dans un ouvrage en deux volumes: D'Angola à la côte est. Partis le 6 janvier 1884, ils rentrent de cette mission le 20 septembre 1885 et sont reçus triomphalement par le roi Dom Louis.

### Autres missions
Plus tard, Brito Capelo, fut nommé pour d'autres missions comme celle du vice-président de l'Institut de l'Outremer, dont le premier président fut la reine Amélie. D'autres personnalités prestigieuses comme Roberto Ivens, Andrade Corvo, Luciano Cordeiro, Pinheiro Chagas, António Enes et Oliveira Martins faisaient partie de cette première direction, ce qui révèle bien l'importance que les autorités gouvernementales de l'époque accordaient à cette institution.

### Autres charges
Hermenegildo Capelo fut adjudant de place des rois Louis Ier et Charles Ier et chef de la garde militaire du roi D. Manuel II, ministre plénipotentiaire du Portugal auprès du sultan de Zanzibar, organisateur d'une carte géographique de la province d'Angola, délégué du gouvernement dans un congrès de Bruxelles et président de la commission de cartographie. il sera promu Contre-Amiral le 17 mai 1902 et Vice-amiral le 18 janvier 1906. Très attaché au roi Manuel II, il l'accompagna lors de son départ en exil le 5 octobre 1910. Le 24 de ce mois, il met fin à sa carrière militaire en donnant sa démission.

## Décorations

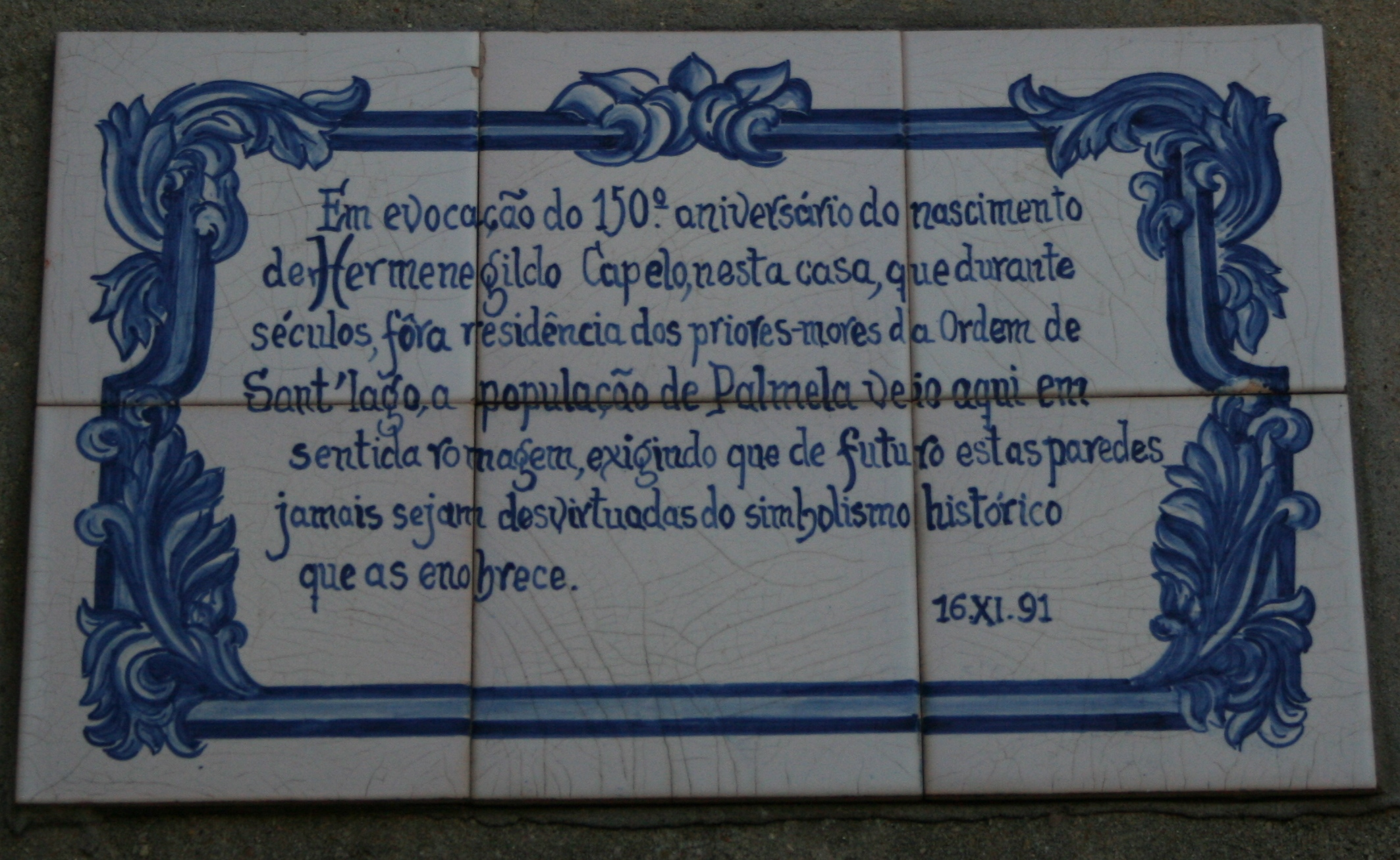
Plaque commémorative placée sur la maison où il est né, à Palmela

Au long de sa carrière, Hermenegildo Capelo reçut entre autres les décorations suivantes :
- Grand Collier et Grande-Croix de l'Ordre de Sant'Iago de l'Épée.
- Grande-Croix de l'Ordre d'Aviz.
- Grand Collier de l'Ordre de la Tour et de l'Épée.
- Grande-Croix de la Légion d'Honneur de France.
- Grande-Croix de l'Ordre royal de Victoria d'Angleterre.
- Grande-Croix du Mérite Naval d'Espagne.
- Grande-Croix de l'Ordre de Saint-Stanislas.
- Grande-Croix de l'Ordre de l'Étoile noire d'Allemagne.